# Irwiniella bakeri
Irwiniella bakeri är en tvåvingeart som beskrevs av Krober 1929. Irwiniella bakeri ingår i släktet Irwiniella och familjen stilettflugor. Inga underarter finns listade i Catalogue of Life.